# TextPad
Textpad är en lättanvänd men kraftfull texteditor som mestadels används för att redigera webbdokument. Ursprungsversionen släpptes 1992 och görs av företaget Helios Software Solutions.

## Funktioner
Bland annat finns följande funktioner:
- Möjlighet att indentera kod.
- Möjlighet att söka med hjälp av reguljära uttryck.
- Möjlighet att markera nyckelord och syntax i olika programspråk.
- Avancerad hantering och historik för urklipp.